# Las Mesillas
Las Mesillas är en ort i Mexiko.   Den ligger i kommunen Ixhuatlán de Madero och delstaten Veracruz, i den sydöstra delen av landet, 190 km nordost om huvudstaden Mexico City. Las Mesillas ligger 163 meter över havet och antalet invånare är 108.
Terrängen runt Las Mesillas är kuperad åt nordväst, men åt sydost är den platt. Runt Las Mesillas är det ganska tätbefolkat, med 52 invånare per kvadratkilometer. Närmaste större samhälle är La Ceiba, 9,6 km norr om Las Mesillas. Omgivningarna runt Las Mesillas är en mosaik av jordbruksmark och naturlig växtlighet.